# Дикарєв Віктор Михайлович
Віктор Михайлович Дикарєв (нар. 15 жовтня 1918, Прінцевка, Воронізька губернія — пом. 2 січня 1995, Миколаїв) — полковник Радянської Армії, учасник німецько-радянської війни, Герой Радянського Союзу (1945).

## Біографія
Віктор Дикарєв народився 15 жовтня 1918 року в селі Прінцевка (нині — центр Прінцевського сільського поселення, Валуйський район, Бєлгородська область) у родині службовця. Закінчив вісім класів середньої школи, потім два курси залізничної технічної школи в місті Каганович Сталінської області, після чого працював машиністом. У жовтні 1939 року Дикарєв був призваний на службу в Робітничо-селянську Червону Армію. У серпні 1941 року закінчив Хабаровське військове піхотне училище. З грудня того ж року — на фронтах Німецько-радянської війни. Брав участь у боях на Калінінському, Західному, Центральному, 1-му Українському фронтах. Чотири рази був поранений. Брав участь у битві за Москву, боях під Ржевом і на Жиздрі, Курській битві, Проскурівсько-Чернівецької, Львівсько-Сандомирської, Вісло-Одерської операції. До січня 1945 року гвардії капітан Віктор Дикарєв командував 3-м механізованим батальйоном 17-ї гвардійської механізованої бригади 6-го гвардійського механізованого корпусу 4-ї танкової армії 1-го Українського фронту. Відзначився під час форсування Одри.
25 січня 1945 року Дикарєв організував форсування Одри в районі міста Кьобен (нині — Хобеня, Польща) свого батальйону і сам переправився на підручних засобах через річку. Батальйон під його командуванням захопив плацдарм на західному березі Одри, відбив дев'ять німецьких контратак. Надалі під час боїв на вулицях Кьобена Дикарєв продовжував успішно керувати діями ввіреного йому підрозділу. В одному з тих боїв він зазнав важкого поранення, але продовжив битися.
Указом Президії Верховної Ради СРСР від 10 квітня 1945 року за «зразкове виконання бойових завдань командування на фронті боротьби з німецькими загарбниками і виявлені при цьому мужність і героїзм» гвардії капітан Віктор Дикарєв був удостоєний високого звання Героя Радянського Союзу з врученням ордена Леніна і медалі «Золота зірка» за номером 7361.
Після закінчення війни Дикарєв продовжив службу в Радянській Армії. У 1948 році він закінчив курси «Постріл». У 1956 році у званні підполковника він був звільнений у запас. Проживав і працював у Миколаєві. Помер 2 січня 1995 року, похований у Миколаєві.
Був також нагороджений орденами Вітчизняної війни 1-ї та 2-го ступенів, Червоної Зірки, а також рядом медалей .

## Пам'ять
Бюст Дикарєва встановлений у Валуйках. Його ім'я присвоєно школі в Прінцевці.